# Sedum calcicola
Sedum calcicola är en fetbladsväxtart som beskrevs av Robinson och Greenm.. Sedum calcicola ingår i Fetknoppssläktet som ingår i familjen fetbladsväxter. Inga underarter finns listade i Catalogue of Life.